# 1472
- Wikisource

| Calendário gregoriano                                                        | 1472 MCDLXXII                                         |
| Ab urbe condita                                                              | 2225                                                  |
| Calendário arménio                                                           | 921 – 922                                             |
| Calendário bahá'í                                                            | -372 – -371                                           |
| Calendário budista                                                           | 2016                                                  |
| Calendário chinês                                                            | 4168 – 4169 Início a 9 de fevereiro (aproximadamente) |
| Calendário copta                                                             | 1188 – 1189                                           |
| Calendário etíope                                                            | 1464 – 1465                                           |
| Calendários hindus - Vikram Samvat - Calendário nacional indiano - Cáli Iuga | 1527 – 1528 1393 – 1394 4572 – 4573                   |
| Calendário Holoceno                                                          | 11472                                                 |
| Calendário islâmico                                                          | 877 – 878                                             |
| Calendário judaico                                                           | 5232 – 5233                                           |
| Calendário persa                                                             | 850 – 851                                             |
| Calendário rúnico                                                            | 1722                                                  |
| Calendário solar tailandês                                                   | 2015                                                  |

1472 (MCDLXXII, na numeração romana) foi um ano bissexto do século XV do Calendário Juliano, da Era de Cristo, e as suas letras dominicais foram  E e D (53 semanas), teve início a uma quarta-feira e terminou a uma quinta-feira.
| Ano completo                           |
| -------------------------------------- |
| Ano bissexto com início à quarta-feira |

## Eventos
- 21 de Janeiro - Provisão passada por D. Beatriz solicitando aos capitães a não obediência ao Bispo.
- 12 de Julho - O futuro Ricardo III de Inglaterra casa com Anne Neville
- 25 de Setembro - É instituído o título de Conde de Arganil por Afonso V de Portugal.
- Instituída a sede da freguesia da Calheta na Capela de S. Bráz.
- D. Afonso V faz Marquês de Montemor-o-Velho D. João de Portugal, mais tarde Duque de Bragança.
- Criada a freguesia da Caparica (Almada), por bula de Sisto IV.
- João Vaz Corte-Real e Álvaro Martins Homem atingem a Terra Nova.
- As Órcades passam para o Reino da Escócia.
- Ivan III casa com Sofia, sobrinha do imperador bizantino.
- O condado de Alba foi elevado a Ducado de Alba.
- Vila Franca do Campo é elevada a sede de município.
- Fernão do Pó, descobre as ilhas do Golfo da Guiné.

## Nascimentos
- Francisco († 1473 ), Duque de Berry.
- Felisberto I († 1482), Duque de Saboia.
- Simão de Trento, beato italiano († 1475).
- Juan Pardo Tavera († Valladolid, 1 de Agosto de 1545), cardeal espanhol.
- 28 de Março - Fra Bartolommeo, pintor renascentista italiano (m. 1517).
- 04 de Outubro - Lucas Cranach, o Velho, pintor e gravador alemão (m. 1553).

## Mortes
- 30 de Março - Amadeu IX de Saboia (n. 1 de Fevereiro de 1435).
- 25 de Abril - Leon Battista Alberti, artista e filósofo italiano.
- João de Viseu (n. 1448), terceiro Duque de Viseu, segundo Duque de Beja.
- 07 de Outubro - Michelozzo Michelozzi, arquitecto e escultor italiano (n. 1396)
- Soeiro da Costa (n. circa 1390), navegador português, foi um de Os Doze de Inglaterra.
- Luca Pitti, banqueiro florentino (n. 1398).